# 柳瀬川
柳瀬川（やなせがわ）は、埼玉県および東京都を流れる一級河川。荒川水系の支流である。

## 地理
東京都西多摩郡瑞穂町大字石畑字御達間ならびに埼玉県入間市大字宮寺字金堀沢の狭山湖水道用地内の大沢・金堀沢（これら以外にも名前のない沢が複数存在する）に源を発し、狭山湖を経た後ほぼ都県境に沿って（上流の金堀沢もほぼ都県境に沿って流れている）北東へ流れ、東京都清瀬市下宿で清瀬水再生センターの放流を受け入れ、埼玉県志木市で新河岸川に合流する。狭山湖の湖底には現在でも川の旧流路が残っている。

## 歴史
霞川、不老川、黒目川とともに、かつての古多摩川の流路の名残とされている。
清瀬橋から明治薬科大学付近にかけての蛇行は、直線化した新流路が建設されて切り替えられ、この新流路は新柳瀬川と呼ばれている。
直線化に伴い、かつて清瀬橋付近であった空堀川との合流点は、300メートルほど上流の新柳瀬川の区間へと大きく変更された。
なお、清瀬橋付近までの蛇行している旧流路は現在も残っている。

## 別称
かつて埼玉県所沢市南部を中心に「久米氏」という名の豪族が栄えた事から、一部では久米川（くめがわ） との別名があった。今では西武新宿線の久米川駅にその名が残っている。

## 環境
かつては生活排水が流れ込み、ゴミなども多く柳瀬川は悪臭をともなう汚い川となっていたが、1981年に清瀬水再生センターが運転を開始し、さらにボランティアによる地道な清掃活動が続いて次第に水質改善が進み、近年では釣りを楽しむ人なども多くなった。車で河原に乗りつけ、川遊びやバーベキューをする家族連れもよく見かけられる。東上線柳瀬川駅付近から志木市役所付近にかけては水鳥が多数生息し、野鳥観察をしている人もいる。河原にはタヌキも生息している。なお水源部はほぼ密林といってもいいほどの豊かな環境であるが、現在人の立ち入りは出来なくなっている。　
また最上流部には、かつては国の天然記念物のミヤコタナゴも生息していた。清流を好む淡水魚であるため、1980年（昭和55年）頃を境に川の水質悪化とともに激減し、絶滅の危機に瀕していたが、近年その保護・人工増殖にも成功している。今後、環境改善が進めばふたたび柳瀬川に放流される予定である。

## 支流
- 長峰川
- 耕地川
- 鶴舞川
- 境川
- 大谷川
- 中野川
- 坂之下川
- 六ツ家川
- 北川
- 空堀川
- 東川

## 流域の自治体
埼玉県
所沢市、入間市
東京都
瑞穂町、東村山市、清瀬市
埼玉県
新座市、入間郡三芳町、志木市、富士見市

## 橋梁
上流より記載
- 縄竹橋
- 名称不明（通称、狭山湖直下橋）
- 大鐘橋 - 一級河川起点[4]
- 八生橋
- 川辺橋
- 高橋（埼玉県道55号所沢武蔵村山立川線）
- 新川橋
- 西武狭山線
- 判立橋
- 児泉橋＜山口城址通り＞
- 西武狭山線
- 西武狭山線
- 桜淵橋
- 神明橋
- 西ヶ谷戸橋
- 地蔵橋（人道橋）
- 本村橋
- 川島田橋
- 山王橋
- 名称不明
- 樋の坪橋
- 共開橋
- 吾妻橋

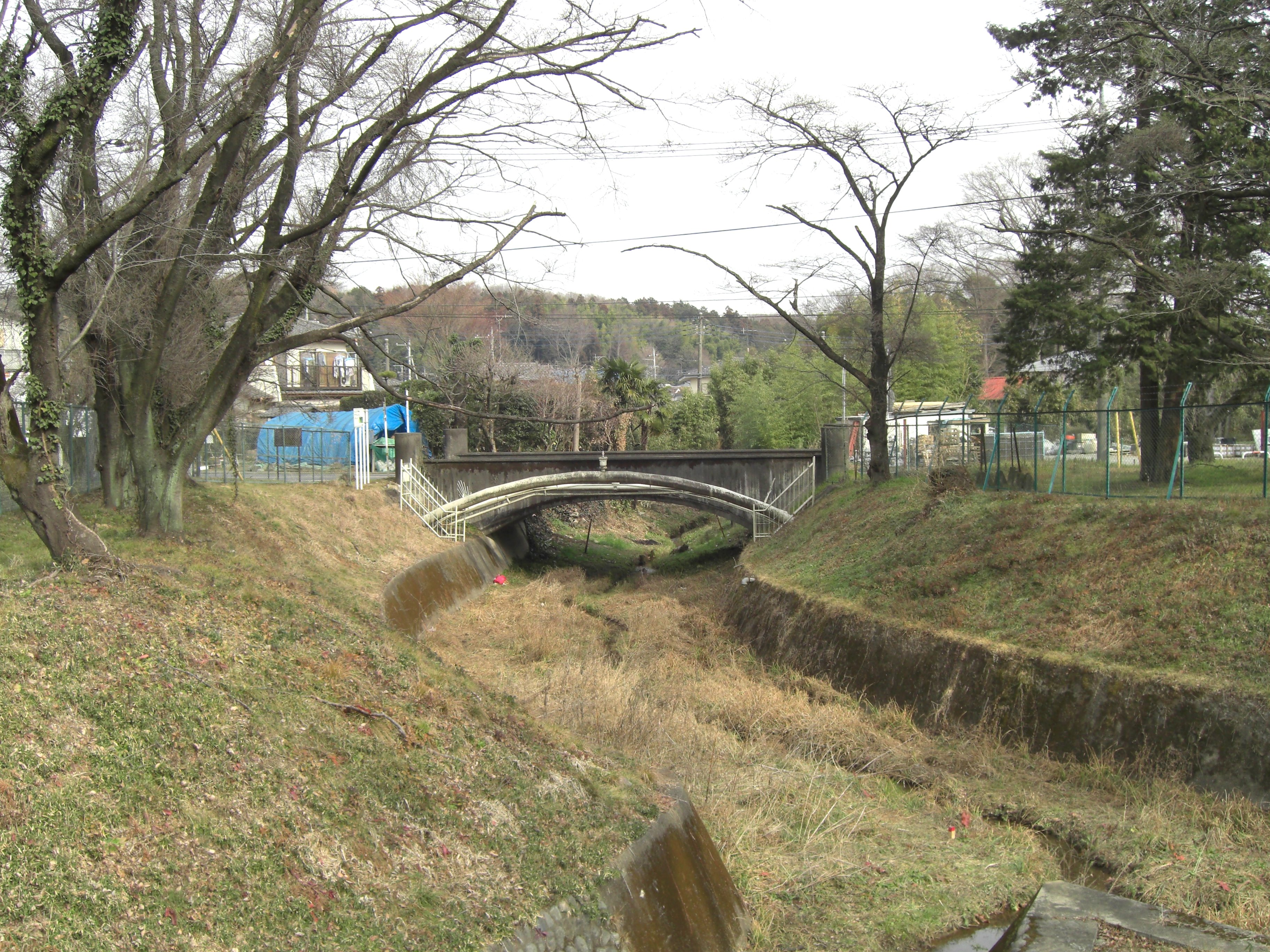
大鐘橋（最上流部付近）

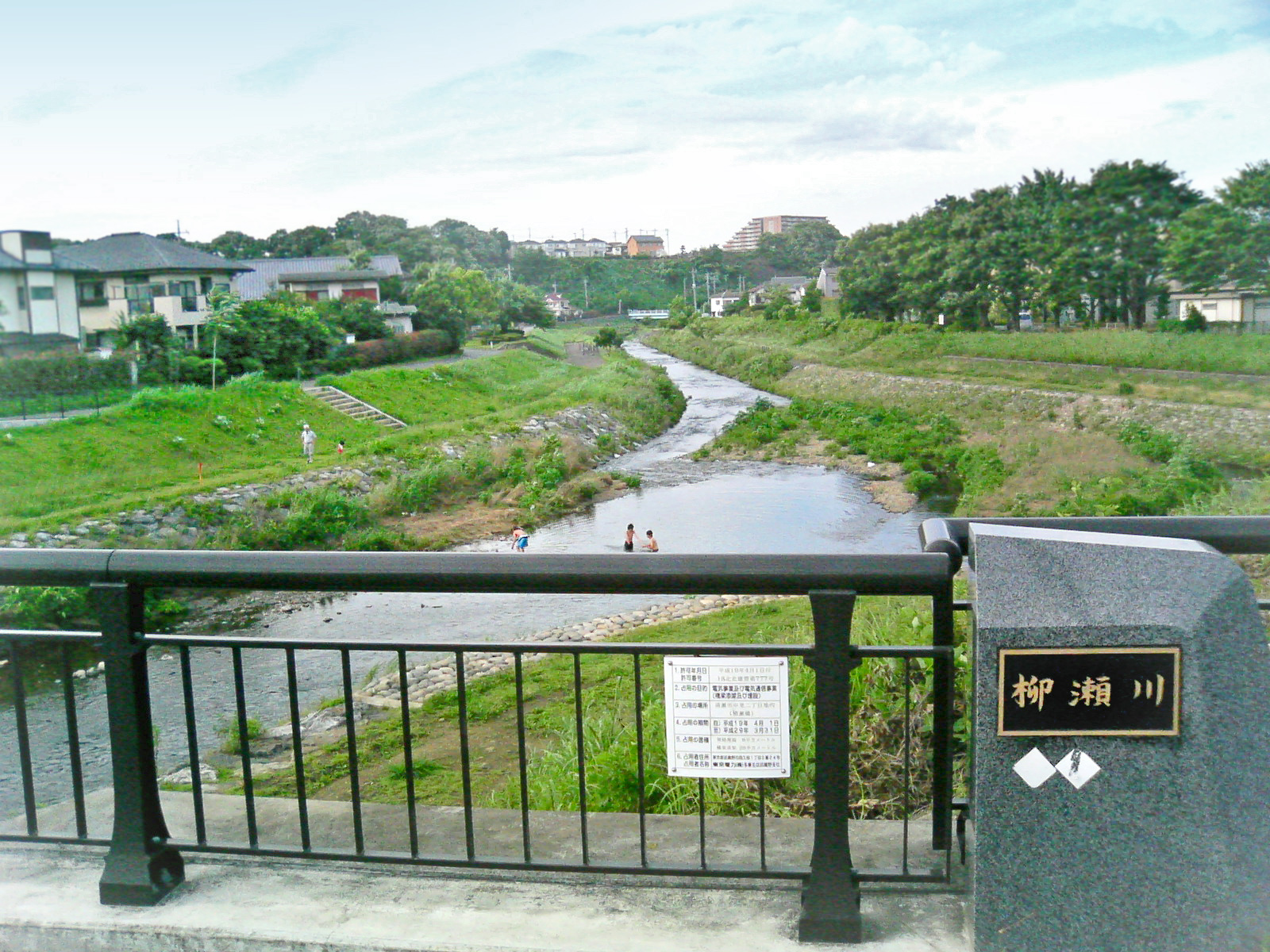
清瀬橋

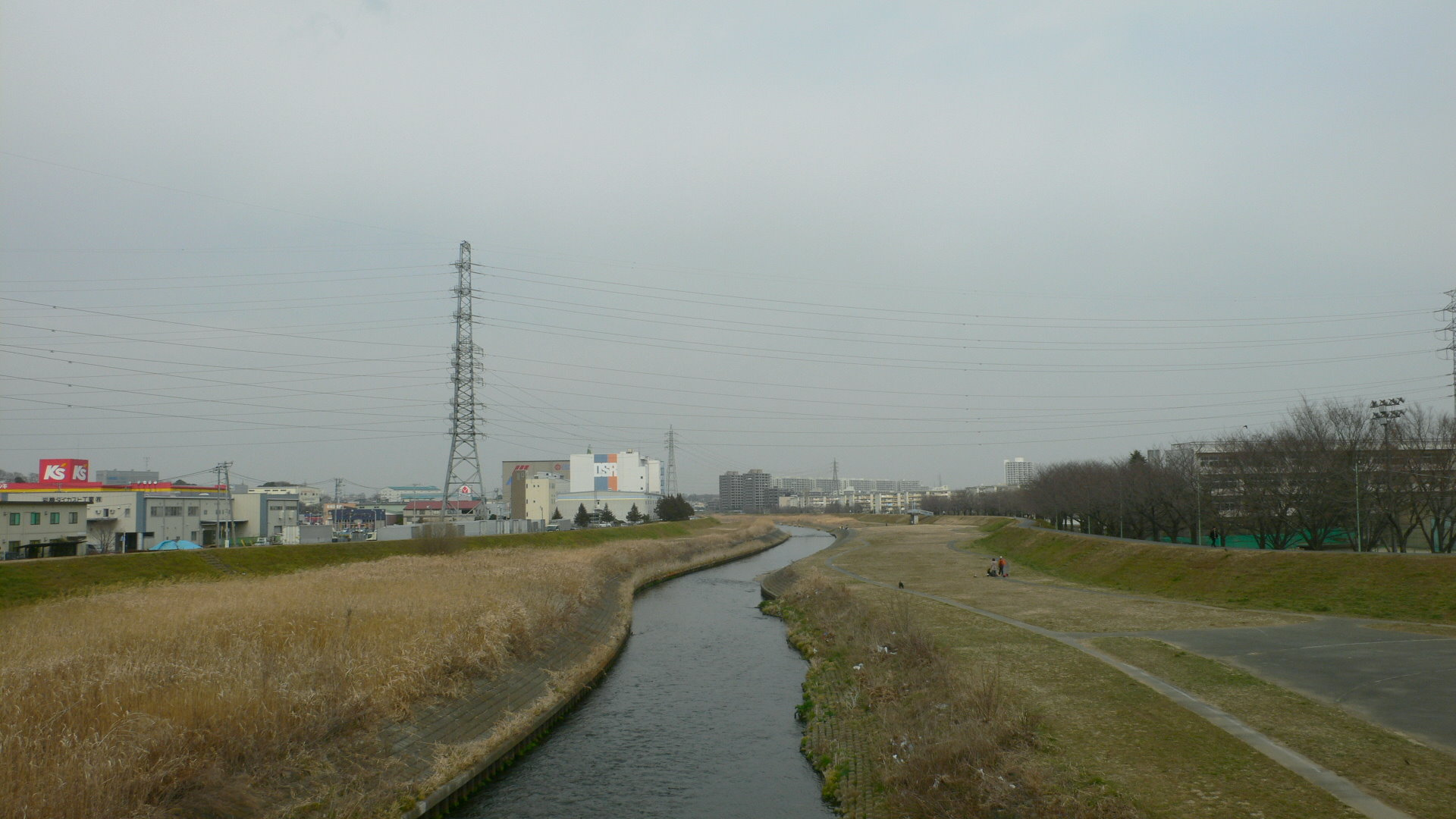
ふれあい橋より下流側を望む

- 勢揃橋 - 新田義貞が鎌倉攻めの時に軍をここで勢揃いさせたことに由来する。
- 里橋
- 二瀬橋
- 西武新宿線
- 二柳橋（東京都道・埼玉県道4号東京所沢線＜所沢街道＞）
- 柳瀬橋＜旧所沢街道＞
- 秋津橋
- とんぼ橋
- よもぎ橋
- 安松橋（人道橋）
- 第二上柳瀬川橋りょう（西武池袋線）
- 松戸橋
- 第一柳瀬川橋りょう（JR武蔵野線）
- 日向橋（人道橋）
- 清流かわせみ橋
- 新柳瀬橋
- 名称不明（河川管理橋）～新柳瀬川
- くるまや橋（人道橋）～新柳瀬川
- 境橋 ～新柳瀬川
- 清瀬橋（東京都道・埼玉県道24号練馬所沢線＜小金井街道＞）
- 松柳橋
- 金山橋
- 城前橋（＜旭が丘通り＞ - 滝の城前）
- JR武蔵野線
- 柳瀬川橋（関越自動車道）
- 清柳橋
- 大和田坂之下橋（エスロジ橋）
- 英橋（国道254号＜川越街道＞）
- ふれあい橋（人道橋）
- 志木大橋
- 柳瀬川橋梁（東武東上線）
- 富士見橋
- 高橋
- 栄橋（埼玉県道36号保谷志木線・埼玉県道40号さいたま東村山線＜志木街道・本町通り＞）